# Albert Asarjan

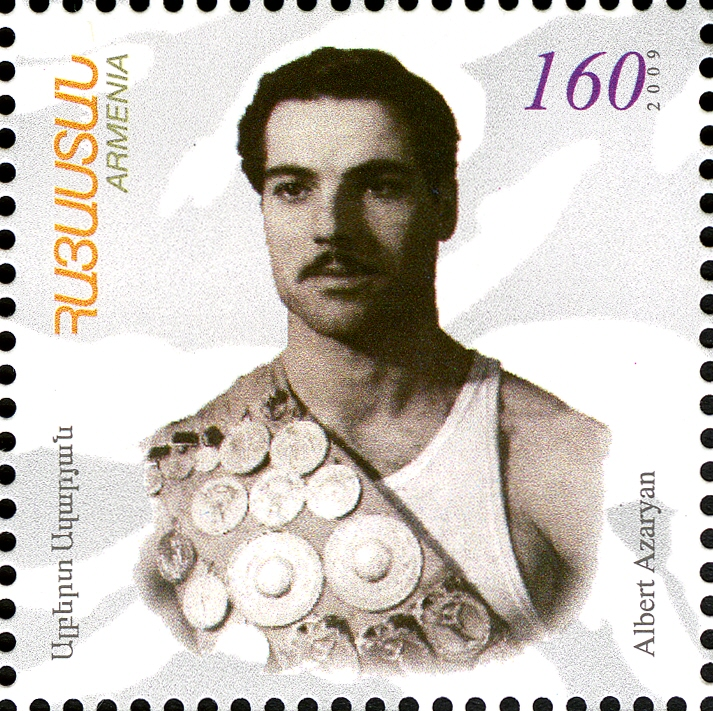
Albert Asarjan

Albert Wagarschakowitsch Asarjan (armenisch Ալբերտ Ազարյան; * 11. Februar 1929 in Wanadsor; † 5. September 2023 in Jerewan) war ein sowjetischer Turner, der in den 1950er-Jahren an den Ringen das Nonplusultra darstellte.

## Leben
Asarjan gewann von 1952 bis 1962 elf sowjetische Meistertitel, davon acht an den Ringen. Er wurde 1954 und 1958 Weltmeister an den Ringen und 1956 und 1960 Olympiasieger an seinem Spezialgerät. 1954, 1958 und 1960 erhielt er für seine Ringeübung jeweils die höchste Note aller Gerätefinals. Seine Spezialität war der Kreuzhang mit einer Vierteldrehung, die er in beide Richtungen zeigte. Seine Überlegenheit unterstrich er noch dadurch, dass er bei allen Kraftteilen lächelte, womit er Gegnern, Punktrichtern und Zuschauern demonstrierte, dass ihm diese Teile leichtfielen. Im Mehrkampf war er nicht so erfolgreich, weil er insbesondere am Boden nicht mit seinen sowjetischen Mannschaftskollegen wie Wiktor Tschukarin oder Boris Schachlin mithalten konnte.
Nach seiner Karriere war Asarjan Leiter der Turnschule in Jerewan und Kampfrichter. Sein Sohn Eduard Asarjan wurde 1980 Olympiasieger mit der Mannschaft der Sowjetunion.
2000 wurde ihm die Ehrenbürgerschaft von Jerewan verliehen. Er starb am 5. September 2023 im Alter von 94 Jahren.

## Internationale Erfolge
- Weltmeisterschaften 1954
  - Platz 1 an den Ringen
  - Platz 1 in der Mannschaftswertung

- Olympische Sommerspiele 1956
  - Platz 7 im Mehrkampf
  - Platz 1 an den Ringen
  - Platz 5 am Barren
  - Platz 1 in der Mannschaftswertung

- Weltmeisterschaften 1958
  - Platz 1 an den Ringen
  - Platz 2 am Reck
  - Platz 1 in der Mannschaftswertung

- Olympische Sommerspiele 1960
  - Platz 11 im Mehrkampf
  - Platz 1 an den Ringen
  - Platz 2 in der Mannschaftswertung